# 소화성궤양
위궤양(胃潰瘍, gastric ulcer, peptic ulcer)은 위 내벽이 부분적으로 허는 질환을 말한다.
십이지장에 발생한 궤양은 십이지장 궤양(十二指腸潰瘍, duodenal ulcer)이라고 한다.

## 발생 원인과 증상
20-45세의 성인 남녀에서 많이 생기며 어린이한테는 거의 발생하지 않는다.
증상으로서는 우선 통증을 꼽을 수 있는데 상복부나 흉골 아랫쪽에 타는 듯한 느낌, 속쓰림, 가슴앓이 등이 있다. 이러한 통증은 제산제나 자극이 없는 음식을 먹으면 일시적으로 없어질 수 있다. 통증은 보통 30분에서 3시간가량 지속되며 식후 수 시간 이내에 시작될 수 있다. 여타 증상으로는 식욕감소, 체중감소, 빈혈, 구토, 배변 시 피가 섞여나옴 등이 있으며, 경우에 따라 증상을 뚜렷하게 못 느낄 수도 있다.
원인으로서는 생활 상의 이유로 위에 가해지는 스트레스로 인한 위 점막 방어 체계의 약화, 또는 헬리코박터 파일로리 균에 의한 감염이 있다.
생활습관이 불규칙하거나, 정서적으로 스트레스를 많이 받거나, 알코올이나 카페인이 많이 함유된 음식을 섭취하거나, 담배를 자주 피우거나, 부신피질호르몬제, 아스피린, 비스테로이드성 등 소염제류의 약물을 사용하면 위 점막 분비/조절 체계에 이상이 생길 수 있으며, 이는 위산이 위벽으로 역류하여 위가 헐게 되는 결과를 초래할 수 있다.
헬리코박터 파일로리균은 위 점막 방어를 뚫고 위에 기생하면서, 약 20%의 확률로 위산 역류에 의한 위궤양을 일으킬 수 있다고 알려져 있다.
또한 다른 혈액형에 비해서 O 혈액형이 소화기 계통의 궤양에 더 취약하다고 한다.
합병증으로는 위내 출혈, 빈혈, 위천공, 악성 궤양 등이 있다.

## 치료와 예방
치료하면 6-8주이내에 대개 치유되나 궤양이 수주 내에 치료되지 않거나 일시적으로만 회복되는 경향을 보인다면 정밀검사와 수술이 권고된다.
환자는 전반적으로 아스피린이나 비스테로이드성 소염제를 피해야 하며 위산을 중화시키는 제산제 복용, 위산 분비를 감소시키는 H-2차단제 복용하면 된다. 흡연자에게는 금연이 많은 도움이 된다.
최근 몇몇 연구결과에 따르면 꾸준한 브로콜리 섭취 그리고 꾸준한 김치 섭취가 헬리코박터 파일로리균을 억제하여 위궤양 예방에 효과적이라고 한다.

## 같이 보기
- 헬리코박터 파일로리